# マルーハ・トーレス

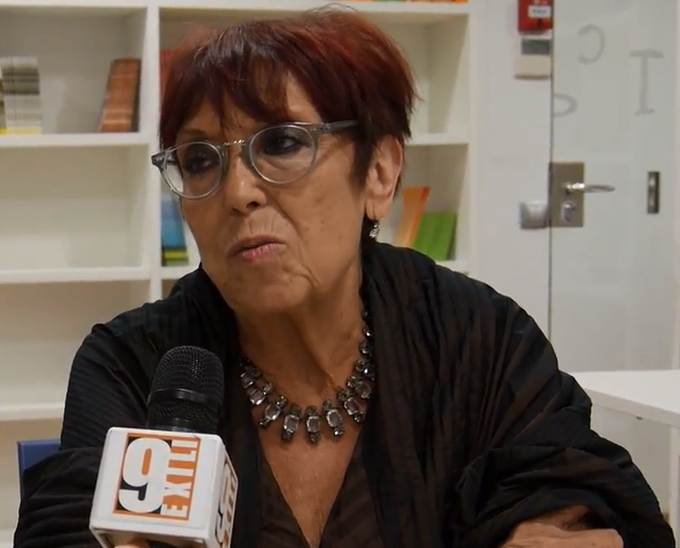
マルーハ・トーレス

マルーハ・トーレス（Maruja Torres, 本名:María Dolors Torres Manzanera、1943年3月16日 -）は、スペインのジャーナリスト、小説家。ベイルート在住。

## 経歴
カタルーニャ地方のバルセロナに生まれる。21歳の時、地元の日刊紙の記者として働き始める。その後、様々な新聞・雑誌に寄稿。2000年、Mientras vivimos によりプラネータ賞を受賞。2005年、前年の総選挙で国民党に投票した有権者を非難する発言をし、論争を惹き起こす。2006年、新聞に発表した論説で、イスラエルの政治家をナチスに喩えるとともに、イスラエルを支配しているのはジョージ・W・ブッシュだと論じて、論争となる。2009年、Esperadme en el cielo によりナダール賞を受賞。

## 作品
- 1986 - ¡Oh es él! Viaje fantástico hacia Julio Iglesias
- 1991 - Ceguera de amor
- 1993 - Amor América: un viaje sentimental por América Latina
- 1998 - Un calor tan cercano
- 2000 - Mientras vivimos
- 2009 - Esperadme en el cielo